# Taisen Deshimaru
Taisen Mokudo Deshimaru (en japonès 弟子丸 泰仙 Deshimaru Taisen) (29 de novembre de 1914 - 30 d'abril de 1982) fou un mestre zen japonès que va introduir la pràctica de la meditació asseguda, el zazen, a Europa.

## Biografia
Va arribar del seu Japó natal a París l'any 1967 on hi va viure fins a la seva mort. Representant qualificat de l'escola Sōtō, Deshimaru va fundar durant aquests anys desenes de grups que han continuat la seva pràctica del zen fins a l'actualitat. Així mateix, va promoure el diàleg entre cultures i religions, com també debats que posaven en contacte les descobertes de les ciències mèdiques i experimentals amb les intuïcions i afirmacions dels antics mestres de la tradició budista. Va escriure una desena de llibres i va ser el fundador de l'Association Zen International.

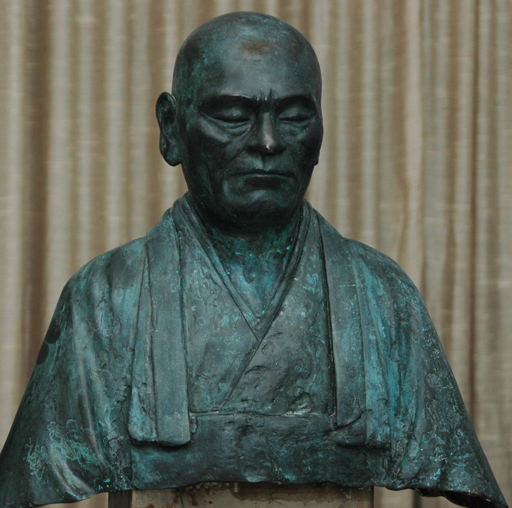
Bust de bronze de Taisen Deshimaru

El seu llibre L'anell de la via zen, recull les seves últimes paraules. L'any 1982, poc abans de morir, va voler llegar l'essència del seu ensenyament, sorgit de l'experiència espiritual de tota una vida. L'anell de la via zen no té ni principi ni final. És la repetició de l'experiència viscuda "aquí i ara" que porta en ella mateixa l'eternitat. Fruit de mots transmesos pels patriarques chan de la Xina als patriarques zen del Japó, aquest llibre constitueix la traça d'un ensenyament oral que troba la seva font en Buda i que s'adapta al nostre món.
Després de la seva mort, tres dels seus deixebles més propers, Ettienne Zeisler, Roland Rech, i Kosen Thibaut, van viatjar al Japó per rebre el Shiho, la Transmissió del Dharma, de la més alta autoritat del Soto, Mestre Niwa Zenji.

## Obra
- Deshimaru, Taisen. L'anell de la via zen. 1a. ed. en aquest format.  Lleida: Pagès, 2007. ISBN 978-84-9779-565-4.
- Deshimaru, Taisen. Preguntes a un mestre zen. 1. ed.  Lleida: Pagès Editors, 2005. ISBN 84-9779-235-1.
- Deshimaru, Taisen. Autobiografía d'un monjo zen. 1. ed.  Barcelona: Publicacions de l'Abadia de Montserrat, 2010. ISBN 978-84-9883-278-5.
- Deshimaru, Taisen. La Pràctica del zen.  Barcelona: Publicacions de l'Abadia de Montserrat, 2003. ISBN 84-8415-456-4.